# 1810-es évek
Évszázadok: 18. század · 19. század · 20. század
Évtizedek: 1760-as évek · 1770-es évek · 1780-as évek · 1790-es évek · 1800-as évek · 1810-es évek · 1820-as évek · 1830-as évek · 1840-es évek · 1850-es évek · 1860-as évek
Évek: 1810 · 1811 · 1812 · 1813 · 1814 · 1815 · 1816 · 1817 · 1818 · 1819

## A világ vezetői
Hollandia-VI. Vilmos
Magyarország, Csehország, Német- római birodalom-I. Ferenc(nem magyarországon II.Ferenc
Amerikai egyesült államok-James Madison 17-től James Monroe
Nagy britannia, Írország-III. György
Kína-Yóngyǎn
Japán-Ninkó császár, Kókaku császár
Francia ország-XVIII. Lajos, I. Napóleon
Oroszország-I. Sándor
Moldva-V. Mihály Gergely, II. Scarlat
Havasalföld-VI. Konstantin, II. János György, IX. Sándor
Afganisztán-Mahmúd Sah
Bahrein-I. Szulmán
Bajor ország-I. Miksa
Portugália, Brazília algarbia-I.Mária
Burundi-III. Mwambutsa Mbariza
Burma-Bodavpaja, Bagjidav
Dánia-VI. Frigyes